# Castell de Tartareu
El castell de Tartareu és un castell de Tartareu, al municipi de les Avellanes i Santa Linya (Noguera), declarat bé cultural d'interès nacional.
Domina el turó als peus del qual s'aixeca l'actual nucli urbà de Tartareu. Té sota seu l'antiga església parroquial de Sant Miquel.

## Història

Marca superior. Ocupació islàmica any 1000

El castell de Tartareu degué formar part de la línia de «husun» que constituïa la frontera de la marca superior en la zona nord del districte de Lleida en època islàmica. No es coneix cap notícia directa de fonts musulmanes. La primera referència és de l'any 1083, quan el comte Ermengol IV d'Urgell i la seva esposa Adelaida de Provença, donaren a la canònica de Santa Maria de Solsona l'església del castell de Tartareu. Cal pensar, doncs, que el castell fou conquerit aquell mateix any o poc temps abans. El 1087 el mateix comte feu donació del castell a la canònica de Santa Maria de la Seu.
El castell de Tartareu continuà sent un domini dels comtes d'Urgell, com es pot veure en el testament d'Ermengol VII el 1167, en el qual deixa el castell al seu fill Ermengol VIII. Durant el segle xiii aquest castell i la vila annexa tingueren amb altres castells un important paper en la turbulenta vida política del comtat. Castells i viles passaren de mà en mà a causa de donacions i permutes. El castell de Tartareu apareix, juntament amb la resta del comtat d'Urgell, l'any 1278, en un pacte entre el comte rei Pere i el comte Roger Bernat de Foix, tutor d'Alvar, vescomte d'Àger i d'Ermengol comte d'Urgell en la seva minoria d'edat. El 1280, després de violentes lluites intestines, el comte rei demanà al comte d'Urgell les potestats dels mateixos castells i viles.
L'any 1314 el castell de Tartareu apareix com a pertanyent al vescomtat d'Àger. El 1414, havent derrotat el comte d'Urgell Jaume II d'Urgell (Compromís de Casp), el rei Ferran d'Antequera va suprimir el comtat d'Urgell i el castell de Tartareu fou venut a Alfons de Pròixida. Més tard el domini del terme va passar a les mans del monestir de Bellpuig de les Avellanes.

## Arquitectura
El castell de Tartareu ocupa la part més alta del turó que domina el nucli urbà. Controla el pas del riu Farfanya per un ramal de la hipotètica via romana i medieval que unia Balaguer amb Àger, passant per Os de Balaguer, i també el ramal que anava cap a la Noguera Ribagorçana pel pas del Diable fins a Tragó de Noguera.
El castell està perfectament adaptat a les característiques topogràfiques del terreny amb un fort espadat al nord-est i el nord-oest, mentre que al vessant sud el pendent no és gaire pronunciat. Les restes que es conserven, tot i que estan força alterades, semblen correspondre a una ocupació llarga i continuada que es desenvolupà en tres recintes o nivells d'hàbitat. Sembla que els dos nivells superiors formaven el conjunt inicial, amb una estructura de planta circular adossada a la roca i envoltada per una muralla que forma un clos tancat de planta gairebé rectangular (14 x 8 m). El tercer nivell presenta un clos murat irregular i a l'angle sud-est es conserven dues cisternes de recollida d'aigua d'aproximadament 2,5 x per 1 m amb arrebossat interior de morter de guix i calç. Totes les restes de la muralla estan construïdes a base de maçoneria irregular de pedra calcària.
Pel que fa a les etapes constructives del castell, sembla que els dos nivells superiors es poden considerar una obra de l'època andalusina potser de mitjan segle x, moment en què es consolida tota la frontera del districte de Lleida. Posteriorment, amb la conquesta feudal (vers el 1083), es devia ampliar amb el tercer recinte, reutilitzant també els nivells superiors.